# Josef Sies
Josef Sies (* 4. Dezember 1818 in Schnann; † 17. Februar 1886 in Völs am Schlern) war ein österreichischer Orgelbauer.

## Leben
Über Josef Sies’ Ausbildung zum Orgelbauer ist nichts bekannt. 1855 erteilte ihm der Magistrat der Stadt Bozen die Bewilligung, dort den Orgelbau zu betreiben. Mit 21. Dezember 1870 erwarb er ein Haus in Völs am Schlern, wo er dann zeitlebens blieb.
Seine Orgeln weisen einen vergleichsweise hohen Anteil an Holzpfeifen auf, die bis in die 2’-Lage reichen. Für seine Instrumente sind terzhaltige Mixturen charakteristisch sowie die Flötenregister mit weiter Mensur, breiten Labien und niedrigen Aufschnitten. Die Prospektgestaltung weist häufig neoromanische Formen auf.

## Werkliste
| Jahr | Ort                  | Gebäude                                | Bild | Manuale | Register | Bemerkungen                                                            |
| ---- | -------------------- | -------------------------------------- | ---- | ------- | -------- | ---------------------------------------------------------------------- |
| 1848 | Trafoi               | Pfarrkirche                            |      | I/P     | 6        |                                                                        |
| 1850 | Schleis              | St. Laurentius                         |      | I/P     | 11       |                                                                        |
| 1852 | Pfunds               | Pfarrkirche Pfunds                     |      | I/P     | 15       |                                                                        |
| 1853 | Laas (Südtirol)      | St. Johannes (Laas)                    |      | II/P    | 20       | Gehäuse erhalten                                                       |
| 1857 | Terlan               | Pfarrkirche Mariä Himmelfahrt (Terlan) |      | II/P    | 22       | nicht erhalten, derzeit Orgel aus 1981 von Orgelbau Pirchner           |
| 1859 | Dorf Tirol           | St. Johannes der Täufer (Dorf Tirol)   |      | II/P    | 19       | Restaurierung: 1972 durch Johann Pirchner - Steinach a. Br., Tirol (A) |
| 1863 | Völs am Schlern      | Pfarrkirche Maria Himmelfahrt (Völs)   |      | II/P    | 20       | Umbau der Orgel aus 1760 von Ignaz Franz Wörle                         |
| 1866 | Strengen             | Pfarrkirche Strengen                   |      | II/P    | 16       |                                                                        |
| 1868 | Nauders              | Pfarrkirche Nauders                    |      | II/P    | 21       |                                                                        |
| 1875 | Innsbruck            | Ehemalige Ursulinenkirche (Innsbruck)  |      | I/P     | 15       | 1877: erweitert auf 20/II/P                                            |
| 1876 | Untermais            | St. Vigil                              |      | I/P     | 11       | nicht erhalten                                                         |
| 1876 | Margreid             | Pfarrkirche                            |      | II/P    | 16       |                                                                        |
| 1879 | St. Jakob am Arlberg | Pfarrkirche St. Jakob am Arlberg       |      | II/P    | 16       |                                                                        |
| 1884 | Imst                 | Johanneskirche (Imst)                  |      | I/P     | 10       |                                                                        |